# Осетинська Інна Іванівна
І́нна Іва́нівна Осетинська (1 січня 1967, Харків — 22 грудня 2021, там само) — українська волейболістка, майстер спорту України міжнародного класу. Бронзова призерка літніх Паралімпійських ігор 2012 року.

## Біографія
Займалась у секції волейболу Харківського обласного центру «Інваспорт».
Спортивну кар'єру починала в здоровому волейболі. Тренувалась у Харкові, згодом вступила до Вірменського державного інституту фізичної культури (Арм.ГИФК), у 1984—1988 роках виступала за збірну команду Вірменської РСР.
З 1993 року почала займатися спортом за Паралімпійськими видами. У 1999 році за 7 год.10 хв. подолала марафонську дистанцію на Міжнародному марафоні у Нью-Йорку.
З 2004-го член збірної команди України з волейболу сидячи.
Завершила спортивну кар'єру у 2017 році.